# Alexandru Averescu
 Alexandre Averescu  (en roumain : Alexandru Averescu ), né le 3 avril 1859 à Babele dans la principauté de Moldavie (aujourd'hui en Ukraine) et décédé le 2 octobre 1938 à Bucarest, est un homme d'État et maréchal roumain, qui combattit durant la Première Guerre mondiale. Il est notamment Premier ministre de Roumanie à trois reprises entre 1918 et 1927. Il s'était fait une réputation d'efficacité, de rigidité, d'incorruptibilité et de brutalité.

## Biographie

### Formation
Il fit des études pour devenir ingénieur à Bucarest mais entra en service dans la gendarmerie en 1876. Il servit dans la Guerre russo-turque de 1877-1878 qui aboutit à la reconnaissance de l'indépendance de la Roumanie par la communauté internationale. Ensuite, il fit des études à l'académie militaire de Turin et fut attaché militaire à Berlin de 1895 à 1898. 

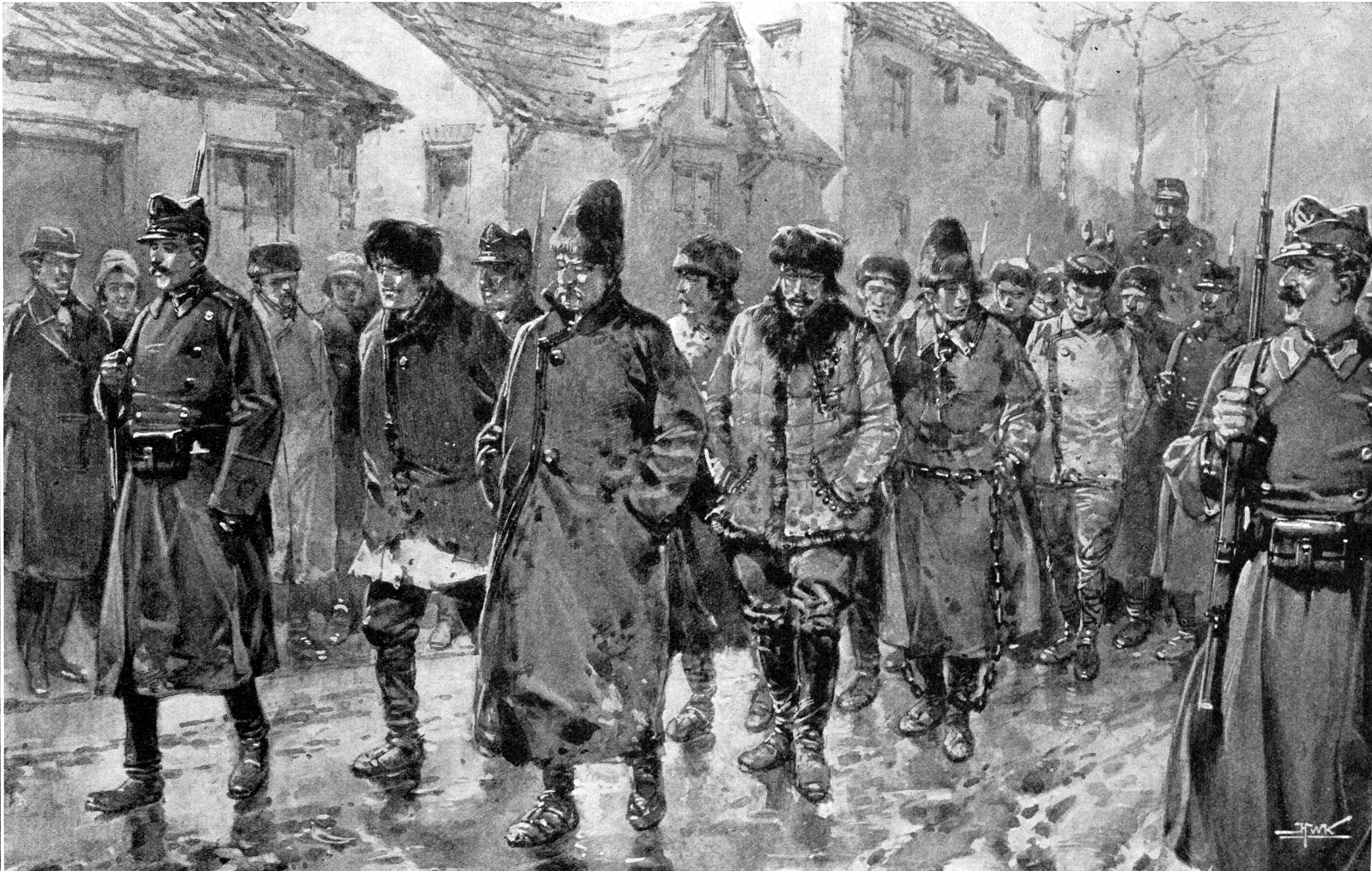
L'armée commandée par Alexandru Averescu escorte vers la prison de Piatra Neamț des insurgés arrêtés en 1907.

### Premiers conflits
Il était général et ministre de la guerre (1906-1909) lorsqu'il fut chargé de réprimer la révolte paysanne de 1907 : l'historiographie communiste roumaine lui reproche 11 000 morts ; lui n'en reconnaissait que 421. Devenu chef d'état-major général, il dirigea l'armée lors de la Deuxième guerre balkanique en 1913, lorsque la Roumanie arracha la Dobroudja du Sud à la Bulgarie.

### Première Guerre mondiale
Lorsque la Roumanie entra dans la Première Guerre mondiale, Averescu fut nommé commandant de l'armée du Danube qui opérait avec les armées russes présentes en Roumanie, sous le commandement du roi Ferdinand Ier à partir du 12 décembre 1916.
C'est à la tête de la 2e armée qu'il commença le conflit sur le front sud des Carpates avant de passer à celle de la 3e armée puis de participer à la bataille de Turtucaia/Tutrakan où la Bulgarie prit sa revanche. Il suivit le front et commanda le Groupe d'armée sud lors de l'Offensive Flămânda contre la 3e armée bulgare ; les pertes roumaines furent minimes et la retraite se fit en bon ordre. Il changea de nouveau de commandement pour repasser à celui de la 2e armée qu'il mena lors de la victoire de Mărăști à l'été 1917, ce qui remonta alors le moral des Alliés. Mais la retraite semblait inévitable à cause du faible équipement de l'armée et de son niveau d'entrainement ; le renfort apporté par les troupes russes amena aussi en cette année 1917 les troubles révolutionnaires ; le moral n'était donc pas au plus haut. Les troupes de August von Mackensen, bien que moins nombreuses, se révélèrent plus mobiles, plus aguerries, mieux équipées et organisées.

« La rigueur du général Averescu est bien connue au sein de son armée... Il n'y a pas de pardon pour un lâche, quel qu'il soit. J'ai assisté il y a quelques jours à l'exécution d'un riche jeune officier de réserve de cavalerie. Il a retiré son détachement d'un poste sans raison ni ordre; il a été jugé et fusillé quatre jours plus tard. Si le général Averescu est strict avec les délinquants, les braves savent qu'ils trouveront en lui leur meilleur ami et protecteur. Son lien avec l'armée sous ses ordres est si étroit qu'il prend connaissance du moindre acte de bravoure et récompense, autant que possible personnellement, celui qui l'a fait. »

— le correspondant du quotidien britannique The Times auprès du Quartier Général roumain, le 10 février 1917
La Russie s'étant retirée de la guerre, ses troupes débandées pillaient le quart de la Roumanie qui n'était pas occupé par l'armée allemande : les munitions manquaient, le typhus sévissait et en raison des réquisitions et des pillages, la famine menaçait. Dans ces conditions, le roi Ferdinand Ier de Roumanie dut demander un armistice pour négocier un traité de paix qu'Averescu devenu président du Conseil des ministres (janvier-mars 1918) négocia et dut signer. Le traité de Bucarest, jamais ratifié, finit par être dénoncé et Avarescu, présenté comme le promoteur de cette affaire, tomba en disgrâce.

### Carrière politique

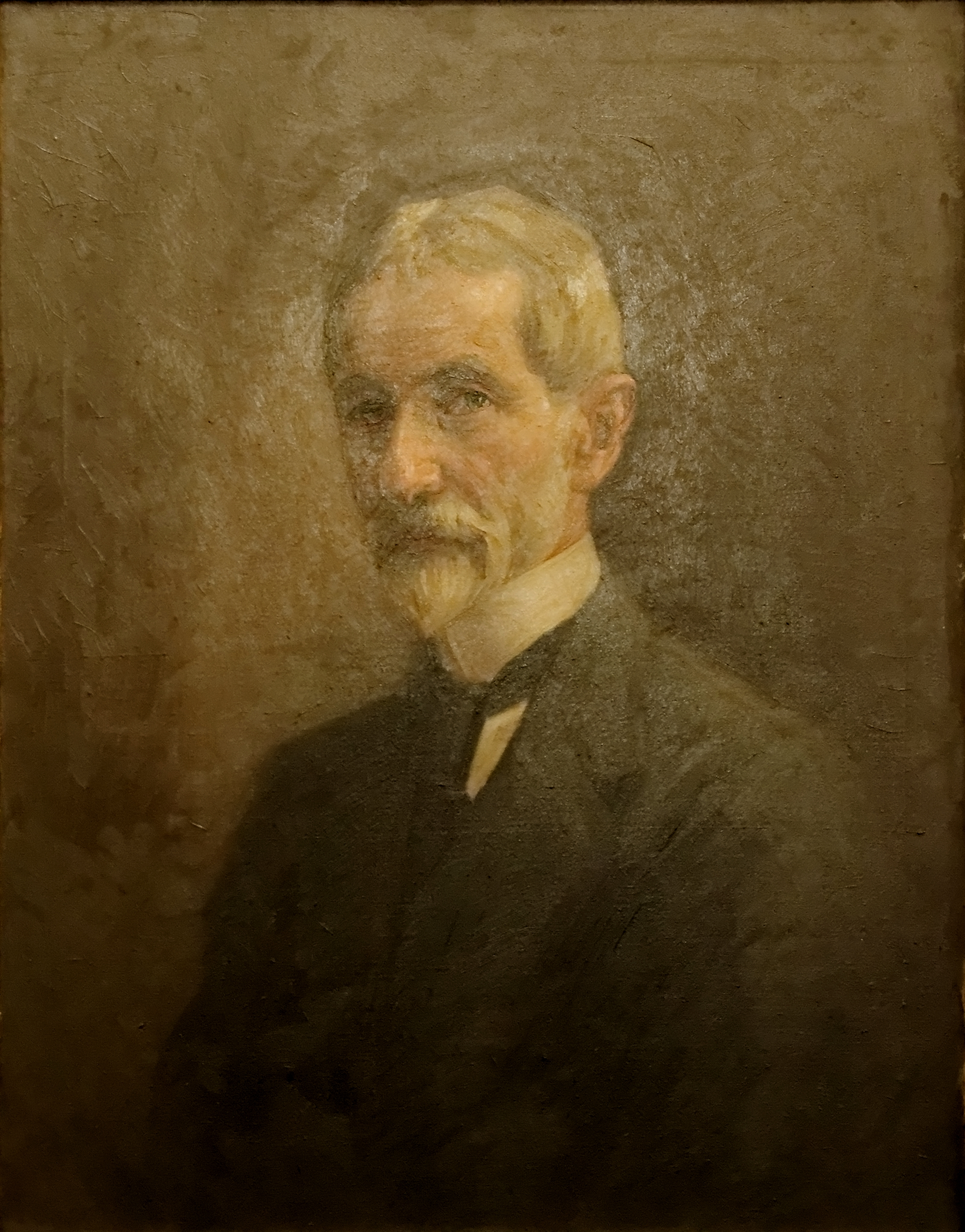
Portrait anonyme. Exposé au palais Cotroceni, Bucarest.

Après son expérience ministérielle de la fin de la guerre, Averescu fonda le Parti du peuple (en) et continua son engagement politique. Il dirigea à nouveau le gouvernement roumain entre 1920 et 1921 ainsi qu'entre 1926 et 1927.
Il soutint l'avènement du roi Carol II et de son régime en 1930, malgré les instructions contraires de feu le père de Carol, le roi Ferdinand Ier. Mais après deux ans, Averescu prit ses distances avec Carol impliqué dans de nombreux scandales de mœurs et financiers. Aux élections de 1932 le Parti du peuple (en) n'obtint que 2 % des voix et pourtant, face à la montée des mouvements extrémistes comme la Garde de fer ou la filiale du parti nazi chez les Allemands de Roumanie, Averescu refusa de soutenir Carol II, également conservateur et opposé aux extrémistes. Le général préféra créer un nouveau parti politique de centre-droit, le « Front constitutionnel », qui n'eut pas plus de succès et ne dura que quatre ans.
Averescu finit par faire allégeance au régime carliste et Carol II le nomma au Conseil de la Couronne en 1937 ; l'année suivante il devint ministre sans portefeuille pour faire un front uni contre la Garde de fer et pour soutenir la Constitution roumaine de 1923. C'est Averescu qui convainquit le roi de réprimer la Garde de Fer par les armes et d'exécuter son fondateur, Corneliu Codreanu. Le général fut dès lors placé par la Garde de Fer en tête de la liste noire d'hommes politiques à assassiner, mais il décéda avant que les Gardistes (appelés en Roumanie « légionnaires ») ne mettent leurs menaces à exécution.

## Distinctions et hommages
Il était décoré de l'ordre de Michel le Brave et membre honoraire de l'Académie roumaine. Son cercueil a été déposé dans la crypte du mausolée de la bataille de Mărăști.

## Œuvre
- Alexandru Averescu, Notiție zilnice din războiu (1916-1918), Bucarest, Editura „Cultura Națională”, 1935[8].